# Миршакар, Мирсаид
Мирсаи́д Миршака́р (Миршака́ров; 1912—1993) — советский таджикский поэт, один из зачинателей таджикской детской литературы, писатель, драматург, редактор, сценарист, общественный и государственный деятель. Председатель ВС Таджикской ССР (1961—1975), ответственный секретарь правления Союза писателей Таджикской ССР (1940—1943; 1946—1959), член правления СП СССР, член ЦК КП Таджикистана и Союза кинематографистов СССР с 1963, председатель Комитета по присуждению Государственных премий Таджикской ССР имени А. Рудаки с 1978, лауреат Сталинской премии (1950), Народный поэт Таджикской ССР (1962), Председатель Таджикского комитета солидарности стран Азии и Африки.

## Биография
Родился 22 апреля (5) мая 1912 года кишлаке Синдев в Бадахшане, (ныне Горно-Бадахшанский автономный округ в составе Таджикистана) в семье дехканина-животновода.
Учился в школе в кишлаке Поршинев, затем в школе-интернате Хорога. В 1930 году окончил курсы Центральной школы советского и партийного строительства, после работал секретарем районного комитета комсомола нового Шуроабадского района Кулябской области, в газете «Комсомоли Точикистон», был редактором газеты «Зарбдори сохтмони Вахш» («Ударник Вахшстроя») — одним из организаторов Вахшстроя. С 1934 по 1937 год служил в РККА.
С 1937 года — ответственный секретарь, редактор газеты «Васияти Ленин» («Заветы Ленина»); в 1940—1943 годы — ответственный секретарь правления Союза писателей Таджикской ССР, начальник репертуарного комитета Управления по делам искусств СНК Таджикской ССР, член ВКП(б) с 1944 года.
В 1946—1959 годы — ответственный секретарь правления Союза писателей Таджикской ССР, заместитель заведующего отделом агитации и пропаганды ЦК КП Таджикской ССР.
Избирался депутатом Верховного Совета Таджикской ССР 3—9-го созывов, c 1961—1975 годы был Председателем Верховного Совета Таджикской ССР. Член ЦК КП Таджикистана с 1963 года. С 1966 года — ученый секретарь, с 1978 года — председатель Комитета по присуждению Государственных премий Таджикской ССР имени А. Рудаки.
Возглавлял Таджикский комитет солидарности стран Азии и Африки, входил в состав президиума Советского комитета солидарности стран Азии и Африки, президиума правления Союза писателей Таджикской ССР, правления Союза писателей СССР, был председателем и секретарем правления Союза кинематографистов Таджикистана и членом Союза кинематографистов СССР (1963)..
Член редакционной коллегии журнала «Садои Шарк», журнала «Матал» («Пионер») и сатирического журнала «Хорпуштак» («Ёж»).
Скончался 1 августа 1993 года, похоронен на кладбище «Лучоб» в Душанбе.

## Литературная деятельность
Начал печататься в 1930; его первые стихи опубликованы в газете «Комсомоли Тоҹикистон» («Комсомолец Таджикистана»). Первая поэма — Знамя победы («Байрақи зафар») — написана в 1934 году. Развивал сюжетные стихи и эпический жанр таджикской советской поэзии.
- Знамя победы (1934)
- «Весна молодости» (1939)
- Золотой кишлак (1942)
- Учитель любви (1945)
- Ташбек и Гулькубран (1946)
- Ошибка Бобосафара (1947)
- Мой город (1951)
- Непокорный Пяндж (1949)
- Тухматшоев (1953)
- Ленин на Памире (1955)
- Трагедия Усманова (1957)
- Подруги (1961)
- Любовь и долг (1962)
- Взгляд Ленина (1964)
- Ленивая степь (1964)
- Любовь горянки (1964)
- Страницы дневника (1975)[2][3][4]

Сборников стихов для детей
- «Мы приехали с Памира» (1939)
- «Собачонка» (1940)
- «Смешная обезьяна» (1940)
- «Песни для октябрят» (1941)[2][3]

Также писал детские книги, в частности:
- Дети Индии
- Корабль мечты (1965)
- Веление любви (1969)
- Жемчуг для Амриты (1970)
- Дни юности (1971)
- Под синим небом (1974)
- Я их люблю (1975)

## Пьесы
Драматург
- «Учитель любви» (1945)
- «Тошбек и Гулкурбон» (1946)
- «Ошибка Бобосафара» (1947)
- «Мой город» (1952)
- «Трагедия Усманова» (1957)
- «Ваше счастье — мое счастье» (1966)
- «Школьное знамя» (1969)
- «Дорогой отцов» (1971)
- «Битва в пустыне» (1974)

## Фильмография
Сценарист
- «Дети Памира» (1963)
- «Разоблачение» (1968)
- «Вперед, гвардейцы» (телефильм, 1971)
- «Краткие встречи на долгой войне» (1975)
- Караван счастья
- «Голоса гор» (по мотивам одноимённой поэмы, 1960)
- «Праздник красного галстука» (теле док фильм, 1974)

Документальные фильмы о жизни и творчестве
- «Мирсаид Миршакар» (1972)
- «Поэт Мирсаид Миршакар» (1977)
- «Наш Миршакар» (1983)[2]

## Награды и звания
- Сталинская премия третьей степени (1950) — за поэмы «Золотой кишлак» (1942), «Непокорный Пяндж» (1949)
- народный поэт Таджикской ССР (1962)
- Государственная премия имени А. Рудаки (1967)
- премия имени Ленинского комсомола Таджикской ССР (1972)
- Почётная медаль «Борцу за мир» (Советский комитет защиты мира)
- два ордена Ленина (в том числе 1957)[5]
- орден Октябрьской революции
- два ордена Трудового Красного Знамени
- два ордена «Знак Почёта»
- орден Дружбы народов

Награждён медалями и Почётными грамотами Президиума Верховного Совета Таджикской ССР.

## Семья
- отец — Махмадшоев Миршакар тадж. Миршакар Маҳмадшо (18??—1924) — был известным охотником, специалистом по скотоводству.
- мать — Мансурова Бибибахт (1898—1957) — родом с к. Поршинев, работала колхозницей.

Братья:
- Миршакаров Абдурасул (1908—1954) — работал колхозником колхоза «Помир».
- Миршакаров Султонсаид (1915—1980) — работал председателем ГорПО г. Хорога.
- Миршакаров Мансур (1918—1996) — работал колхозником колхоза «Сулҳ».
- Миршакаров Шобек (1920—1997) — выпускник ДГПИ имени Т. Г. Шевченко, работал директором ср. школы в к. Синдев, Шугнанский район, ГБАО.

Сестры:
- Миршакарова Подшохоним тадж. Подшоҳхоним (Нозанин) Миршакарова — (1920—1985) — работала колхозницей колхоза им Социализм к. Поршинев.
- Миршакарова Перуза — (1908—1989) — работала колхозницей колхоза «Сулҳ» к. Сежд.

Жена — Кадамшоева Гулчехрамо тадж. Гулчеҳрамо Кадамшоева (1928—2011) — участница Памирского детского ансамбля песни пляски.
Дочери:
- Миршакар Заррина Мирсаидовна (р. 1947) — выпускница Московской государственной консерватории им П. И. Чайковского (1974), член Союза композиторов СССР (1974), член Союза композиторов Таджикистана (1974), Заслуженный деятель искусств Таджикистана (2000), работает доцентом кафедры композиции, чтения партитур и инструментовки Таджикской национальной консерватории им Т. Сатторова.
- Миршакарова Зулфия Мирсаидовна (р. 1949) — выпускница Душанбинского госпединститута им. Т. Г. Шевченко (1971), кандидат филологических наук[6], работала доцентом кафедры русского и иностранных языков Таджикского государственного института искусств им М. Турсунзаде (1971—1991), живёт и работает в г. Москве.

Сыновья:
- Миршакаров Афзал Мирсаидович (р. 1952) — выпускник восточного факультета ТГУ им В. И. Ленина (1974), более 30 лет проработавшим дипломатом, переводчиком, работал проректором филиала МГУ им. М. В. Ломоносова в г. Душанбе.
- Миршакаров Акмал Мирсаидович (р. 1961) — выпускник Московского художественного института им В. И. Сурикова (1987), академик Академии художеств РТ, Заслуженный деятель искусств Таджикистана (1997), преподает в Институте изобразительного искусства и дизайна Таджикистана[6][7][8].

## Память
- В Душанбе названа Государственная республиканская детская библиотека имени М. Миршакара (2003)[9]
- Документальный фильм «Мирсаид Миршакар» (1972)[2]
- Телевизионный документальный фильм «Поэт Мирсаид Миршакар» (1977)[2]
- Документальный фильм «Наш Миршакар» (1983)[2]
- Имя Мирсаида Миршакара носит улица в Душанбе Tajikistan.ru[2][9]
- В Рошткалинском районе в честь поэта назван сельсовет[источник не указан 1614 дней].